# Gutiérrez (gemeente in Bolivia)
Gutiérrez is een gemeente (municipio) in de Boliviaanse provincie Cordillera in het departement Santa Cruz. De gemeente telt naar schatting 13.533 inwoners (2018). De hoofdplaats is Gutiérrez.